# 미시시피의 유령
《미시시피의 유령》(영어: Ghosts of Mississippi)은 미국에서 제작된 롭 라이너 감독의 1996년 전기 법률 드라마 영화이다. 앨릭 볼드윈, 우피 골드버그, 제임스 우즈 등이 출연하였고, 프레더릭 졸로 등이 제작에 참여하였다.
제임스 우즈는 이 영화를 통해 1997년 제69회 아카데미상, 제54회 골든 글로브상, 제9회 시카고 영화 비평가 협회상, 제2회 크리틱스 초이스 영화상의 남우 조연상 후보에 올랐다.

## 줄거리
1963년 6월 12일 미시시피주에서 흑인 인권 운동가 메저 에버스가 살해된다. 범인 백인 우월주의자 바이런 데라베크위스가 1960년대에 재판에 두 번 회부되지만 둘 다 배심원 간에 만장일치 합의가 이뤄지지 않는 불일치 배심으로 그냥 끝나 버린다.
1989년 탐사 보도 전문 기자 제리 미첼이 과거 재판의 배심원 부당 조작을 폭로하자 메저 에버스의 아내 멀리 에버스는 용기를 얻어 재판을 다시 열기를 요구한다. 지방 검사보 보비 덜로터는 본인 장래를 불투명하게 만들지도 모를 위험을 감수하며 멀리를 돕기로 한다. 그러나 증거와 법정 증언 속기록은 소실된 상태이고, 주요 증인들은 사망했으며, 보비의 결혼 생활까지 위태해진다.
다행히 그 와중에 범행에 쓰였던 소총과 과거 검찰에 알려지지 않았던 증인까지 발견되는데...

## 출연진
- 앨릭 볼드윈 - 보비 덜로터 역
- 우피 골드버그 - 멀리 에버스 역
- 제임스 우즈 - 바이런 데라베크위스 역
- 버지니아 매드슨 - 딕시 덜로터 역
- 수재나 톰프슨 - 페기 로이드 역
- 크레이그 T. 넬슨 - 에드 피터스 역
- 루커스 블랙 - 버트 덜로터 역
- 알렉사 베이가 - 클레어 덜로터 역
- 윌리엄 H. 메이시 - 찰리 크리스코 역
- 다이앤 래드 - 할머니 캐럴라인 무어 역
- 마고 마틴데일 - 클래라 메이필드 역
- 제리 러빈 - 제리 미첼 역
- 레이먼 비어라이 - 제임스 홀리 역
- 마이클 오키프 - 메리다 콕스웰 역
- 빌 스미트러비치 - 짐 치킨스 역
- 테리 오퀸 - 힐번 판사 역
- 렉스 린 - 마틴 스콧 역
- 제임스 피컨스 주니어 - 메저 에버스 역
- 리처드 릴리 - 토미 메이필드 역
- 보니 바틀릿 - 빌리 덜로터 역
- 브록 피터스 - 월터 윌리엄스 역
- 웨인 로저스 - 모리스 디스 역
- 빌 코브스 - 찰스 에버스 역
- 제리 하딘 - 할아버지 바니 역

## 기타 제작진
- 공동 제작: 프랭크 캐프라 3세
- 배역: 제인 젱킨스, 재닛 허션슨
- 미술: 릴리 킬버트
- 의상: 글로리아 그레셤